# Тхалелуанг
Тхалелуанг или Сонгкхла (тайск. ทะเลสาบสงขลา) — озеро в Таиланде, расположенное на территории полуострова Малакка, между провинциями Пхаттхалунг и Сонгкхла. Площадь поверхности — 1,040 км².
В юго-восточной части озеро связано 380-метровым проливом с Сиамским заливом, вода здесь солоноватая. В северной части находятся мангровые болота, находящиеся под защитой Рамсарской конвенции с 1998 года. Само же озеро является одним из немногих сохранившихся нетронутыми пресноводных водно-болотных экосистем Таиланда. Кроме того, здесь обитает небольшая популяция речного дельфина Ирравади, который находится под угрозой исчезновения.
На прибрежной территории проживают около 5 тыс. тайских семей, которые занимаются рыболовным промыслом, животноводством и сельским хозяйством.
Озеро Сонгкхла в разгар туристического сезона привлекает множество отдыхающих — до 200 тыс. человек ежегодно. Для них здесь устраиваются различные развлекательные мероприятия, которые позволяют познакомиться с культурой и бытом местных жителей, а также рыбалка.